# Piaggio P.111
Il Piaggio P.111 era un aeroplano sperimentale italiano progettato e costruito dalla Piaggio per la Regia Aeronautica.

## Storia del progetto

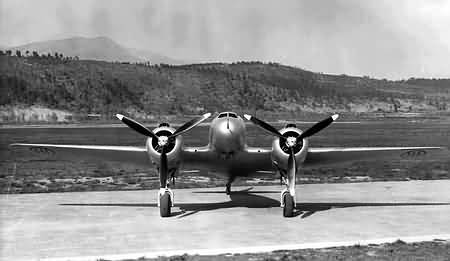
Vista frontale del P.111 in una foto del 1941 a Villanova d'Albenga (SV)

Il progetto del P.111 venne iniziato dall'ufficio tecnico della Piaggio, diretto dall'ingegnere Giovanni Casiraghi, nel 1937. Si trattava di un dimostratore di tecnologia per la realizzazione di velivoli pressurizzati, in vista dello sviluppo di successivi aerei da trasporto passeggeri transatlantici. L'installazione dei propulsori era prevista in apposite gondole a bassa resistenza aerodinamica.  Nel 1938 la Regia Aeronautica stipulò un contratto con la Piaggio per costruire il prototipo di un bombardiere a tre posti, bimotore, ad alta velocità, che potesse operare ad elevate altitudini con una cabina pressurizzata. Inoltre la ditta, in previsione dello sviluppo della versione da trasporto passeggeri del bombardiere P.108B, designata P.108C, aveva in progetto la realizzazione di un prototipo da utilizzare come dimostratore di tecnologia della cabine pressurizzate per il volo ad alta quota. Specificamente per il P.111, la Piaggio realizzò un nuovo motore radiale da 1 000 CV a 18 cilindri, raffreddato ad aria designato Piaggio P.XII RC.100/2/V Tornado, che venne dotato di un compressore a due stadi. L'inizio dei lavori di costruzione del prototipo avvenne il 18 aprile 1939 nello stabilimento di Finale Ligure, con fondi propri dell'azienda. Infatti il primo finanziamento erogato dalla Direzione Generale Costruzioni Aeronautiche avvenne il 20 agosto 1940, e non per tutta la somma precedentemente richiesta dall'azienda. Mentre il prototipo era in fase di realizzazione, la Regia Aeronautica decise di utilizzarlo come velivolo sperimentale per le alte quote anziché come prototipo di bombardiere.

## Tecnica
Il Piaggio P.111 era un velivolo dall'impostazione moderna, di costruzione interamente metallica, bimotore in configurazione traente, monoplano ad ala bassa, triposto a carrello retrattile.
La fusoliera, realizzata con struttura metallica ricoperta da pannelli in duralluminio, era caratterizzata da una capsula pressurizzata inserita all'interno della stessa. La velatura era monoplana, con profilo ad ala bassa. Il carrello d'atterraggio era triciclo posteriore retrattile, integrato posteriormente da un ruotino d'appoggio posizionato sotto la coda.
La propulsione era affidata a due motori radiali Piaggio P.XII RC.100/2/V Tornado a 18 cilindri, raffreddato ad aria, in grado di erogare la potenza di 1 000 CV (735,5 kW) a 10 000 m. I motori azionavano due eliche tripala lignea Piaggio P.4003 a passo variabile in volo.

## Impiego operativo
Il P.111 venne portato in volo per la prima volta a Villanova d'Albenga il 9 aprile 1941 ai comandi del pilota collaudatore Niccolò Lana, e sotto la supervisione del Reparto Alta Quota. Utilizzato in ricerche relative alla pressurizzazione della cabina del bombardiere pesante Piaggio P.108, il prototipo effettuò 110 voli di collaudo prima di essere ritirato dal servizio all'inizio del 1943. In tale data venne definitivamente messo a terra e successivamente demolito.
Dell'aereo è noto che venne provato in volo anche con i propulsori Piaggio P.XI RC.60-72 ed impiegato per verifiche sul funzionamento dei motori, delle eliche e dell'impianto di pressurizzazione e condizionamento fino a quote di 10.000 m.

## Utilizzatori
Italia
- Regia Aeronautica

### Periodici
- Nico Sgarlato, Prototipi stratosferici, in Aerei nella Storia, No.80, Parma, West-Ward Edizioni, ottobre-novembre 2011, ISSN 1591-1071 (WC · ACNP).